# Xã Van Buren, Quận Newton, Arkansas
Xã Van Buren (tiếng Anh: Van Buren Township) là một xã thuộc quận Newton, tiểu bang Arkansas, Hoa Kỳ. Năm 2010, dân số của xã này là 185 người.